# Перевалово (Куртамиський округ)
Перева́лово (рос. Перевалово) — присілок у складі Куртамиського округу Курганської області, Росія.
Населення — 263 особи (2010, 355 у 2002).
Національний склад станом на 2002 рік:
- росіяни — 90 %